# 장경근 (1954년)
장경근(1954년 10월 14일 ~ )은 대한민국의 작가 겸 언론인, 출판인, 언론인, 사회 운동가이다. 딸사랑아버지모임의 공동대표를 역임하기도 했다. 잡지 소녀시대, 세븐틴, 마리안느, 예비신부 등의 편집인으로 활동했고, 한국기록문학가협회 공동 부회장 등을 역임했다.

## 생애
1954년 경기도 부천에서 출생하였으며, 경원대학교 경영대학원 경영학과에서 인사관리를 전공하였으며, 일본 오카야마상과대학 경영학 강좌를 수료했다.
학생 잡지 소녀시대, 세븐틴의 편집, 발행인으로 참여하였고, 여성 잡지 예비신부, 마리안느 편집장과 생명나무, 아름다운변화 발행인 등으로 출판 활동을 하였다. 기업인 활동으로는 종합광고대행사 (주) 영 애드컴 전무이사, 언론인 활동으로는 서울복지신문 편집국장, 극동신문 편집국장, 극동방송 영상팀 고정작가로 활동하였다. 그밖에 한국산업경영연구소 편집위원, 한국기록문학가협회 공동부회장, 딸사랑아버지모임 공동대표 등을 역임하였다. 그밖에 한국산업경영연구소 편집위원을 역임하기도 했다.
2010년에는 국어사랑 운동 공로로 제564돌 한글날 기념식 때 한글학회로부터 국어운동 공로 표창장을 수상했다.
저서로는 <사람이 움직인다>, <봉사개혁에 코드를 맞춰라>, <행복한 아빠>, <일등엄마 일등아빠>, <아버지가 딸에게 꼭 하고 싶은 말>, <크리스천 아버지가 딸에게 꼭 하고 싶은 말>, <우리 아이 내가 지킨다>, <착한택시이야기> 등이 있다. 공저로는 정채기와의 공저 <아버지가 나서면 딸의 인생이 바뀐다>, <아버지학교> 등이 있다. 이 중 사람이 움직인다는 일본에서도 출간되었고, 2005년 아세아태평양출판협회에서 금상을 수상받기도 했다.

## 저작

### 저서
- <사무와 경영>
- <사람이 움직인다>
- <봉사개혁에 코드를 맞춰라>
- <행복한 아빠>
- <일등 엄마 일등 아빠>
- <아버지가 딸에게 꼭 하고 싶은 말>
- <크리스천 아버지가 딸에게 꼭 하고 싶은 말>
- <우리 아이 내가 지킨다>
- <우상의 동토>
- <착한택시 이야기>
- <아버지가 딸에게 꼭 하고 싶은 말>

### 공저
- <웃어라 아버지>, 정채기 공저
- <아버지 리더십>, 정채기 공저
- <아버지가 나서면 딸의 인생이 바뀐다>, 정채기 공저
- <아버지 학교>, 정채기 공저

## 상훈 경력
- 2005년 아세아태평양출판협회 금상
- 2010년 국어운동 공로 표창장(한글학회)

## 같이 보기
- 극동방송
- 정채기